# باناتسکی کارلوواتس
باناتسکی کارلوواتس (به صربی: Banatski Karlovac) یک روستا در صربستان است که در Alibunar Municipality واقع شده‌است. باناتسکی کارلوواتس ۵٬۸۲۰ نفر جمعیت دارد و ۹۹ متر بالاتر از سطح دریا واقع شده‌است.